# Новоямурзино
Новояму́рзино (рос. Новоямурзино, башк. Яңы Ямурҙа) — присілок у складі Балтачевського району Башкортостану, Росія. Адміністративний центр Верхньоянактаєвської сільської ради.
Населення — 297 осіб (2010; 346 у 2002).
Національний склад:
- марійці — 54 %
- башкири — 39 %